# Finländska mästerskapet i fotboll 1922
Finländska mästerskapet i fotboll 1922 vanns av HPS Helsingfors.

## Finalomgång

### Semifinaler
| Reipas Viborg | HJK Helsingfors | 6-2 |
| Vasama Vaasa  | HPS Helsingfors | 1-4 |

### Final
| HPS Helsingfors | Reipas Viborg | 4-2 |

- HPS Helsingfors finländska mästare i fotboll 1922.